# Драгович (манастир)
Драгович е православен манастир в Далмация, днес Хърватия, и е едно от трите културно-православни средища на сърбите в областта. Посветен е на Рождество Христово.
Историческият и стар манастир Драгович се намира по течението на река Цетина, която според Константин Багренородни маркира западната граница на историческите сръбски земи. Някога манастирът се е издигал над усвоената плодородна Цетинска крайна. Днес поради построяването на язовир Перуча, манастирът е преместен на ново място. Североизточно от мястото на стария манастир се намират руините на крепост на хълма Коса.
Легендарни сведения свързват основаването на манастира с преселението по тези места на сърби, спасили се след косовската битка, но тази хипотеза не се подкрепя от никакви други данни и артефакти. Аналът „История на манастира „Рождество Христово Драгович в православната епархия на Далмация“, написана от архимандрит Герасим Петранович през 1859 г., разкрива друго. Манастирската история се съхранява в съкровищницата на манастира и според нея манастирът Драгович е кръстен на Драго, който с братята си Добри и Вук се мести от Босна в този район на Цетина, построявайки мост на реката (моста Вукович), който днес е под водите на язовир Перуча, и който мост носи името на Драговия брат – Вук. Освен това село, близо до манастира, и днес се казва Дабър, т.е. така както се е казвала (Дабърска) епархията на Сръбската архиепископия, обхващаща диоцеза на Босна през Средновековието. По тези данни се приема, че вероятно манастирът е основан със създаването на санджака Кърка, или около 1580 г.
И този манастир, подобно на главния сръбски православен манастир в Далмация – Кърка, има българска връзка. До стария манастир, както и до новия, се е намирал и се намира параклис посветен на св. Петка Българска. В манастира се пази антиминс от 1752 г., дело на Христофор Жефарович.